# Тыква гигантская
Ты́ква гига́нтская, или Тыква крупноплодная (лат. Cucūrbita māxima) — однолетнее культурное растение, вид рода Тыква семейства Тыквенные (Cucurbitaceae).
Плоды гигантской тыквы — самые крупные в растительном мире. В 2016 году в Бельгии была выращена тыква, вес которой составлял 1190 кг.

## История
Родиной гигантской тыквы является Южная Америка, горная система Анд. Здесь она называется запалло. Дикая форма этого растения произрастала на территории нынешних Аргентины и Уругвая. В доколумбово время такая тыква культивировалась местными индейцами в северной Аргентине, южном Перу, северном Чили и в Боливии. В XV столетии, с расширением территории империи Инка, гигантская тыква начинает выращиваться и на севере Южной Америки. В XVIII веке это растение было завезено в США и получило признание среди жителей Новой Англии. В настоящее время Cucurbita maxima выращивается по всему миру, но особенно любима в Южной Америке, Европе, США, Индии, на Филиппинах и в Южной Африке.

## Ботаническое описание

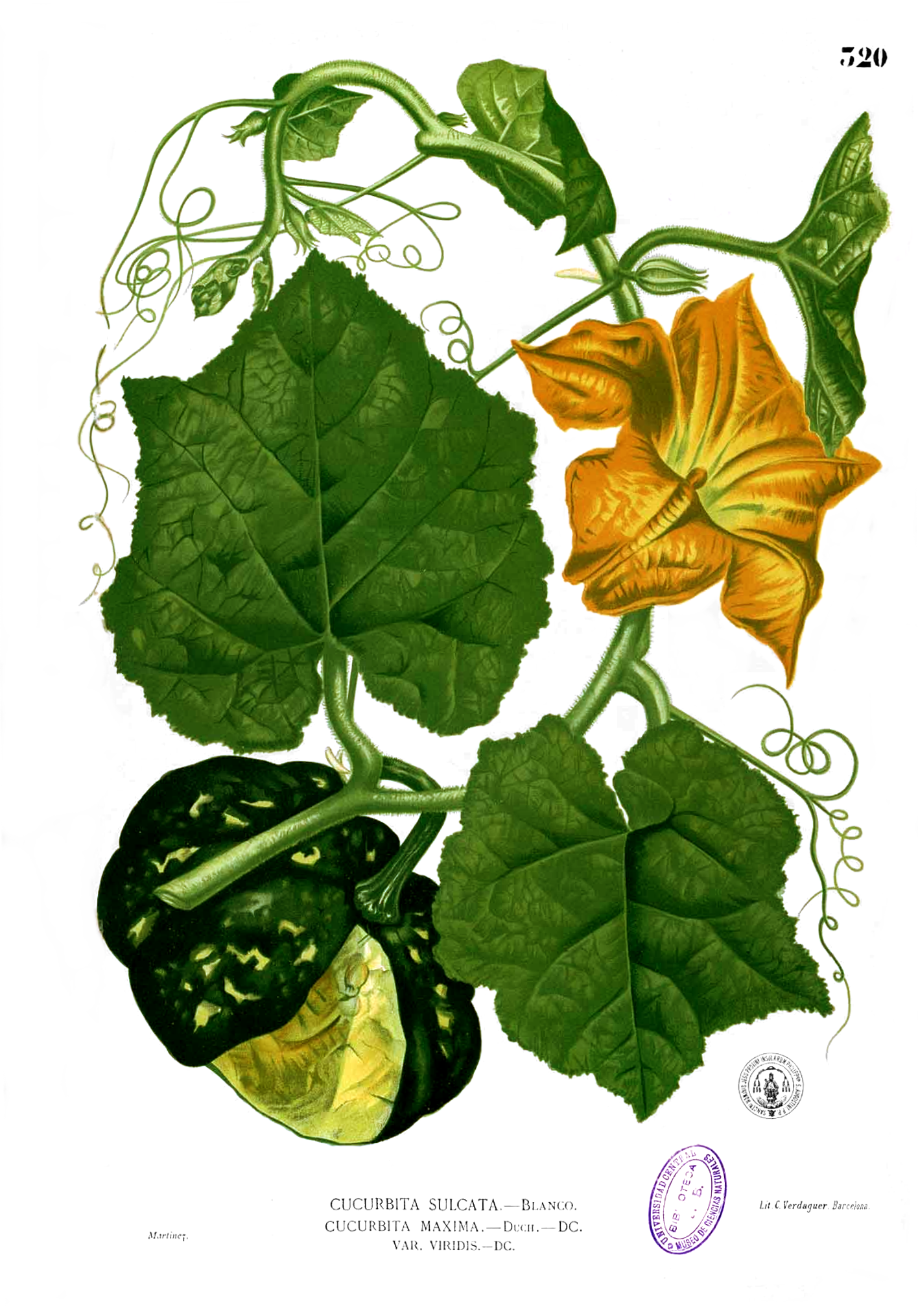

Гигантская тыква — однолетнее растение с длинными ползучими побегами (усиками). Некоторые сорта растут в виде куста.
Листья растения имеют приблизительно круглую форму.
Венчики лепестков цветка растения вывернуты наружу.
Плоды гигантской тыквы покрыты твёрдой коркой и могут весить до нескольких сотен килограммов. Их цвет — оранжевый, красный, зелёный или серый, поверхность может быть гладкой или ребристой. Форма бывает круглой или овальной. Семена этой тыквы — крупные, толстые, белые или коричневые, гладкие. Плодоножка короткая, губчатая, почти цилиндрической формы.
От других видов рода тыква гигантская отличается тем, что её плодоножка мягкая, круглая, покрыта коркой и не проникает собственно в плод. Стебель мягкий и имеет округлую форму. Листья не мясисты и мягки. Цвет семян — от белого до коричневого, часто они утолщённые.

## Ботаническая классификация
Существует ряд подвидов (группы сортов) гигантской тыквы:
- Banana: удлинённые плоды, заострённые на концах, белая кожура и коричневые семена;
- Delicious: тюрбаноподобные плоды, слегка рифлёная поверхность, очень твёрдая корка плода, белые семена;
- Hubbard: овальные плоды, скрученные «шейки» на обоих концах, очень твёрдая корка плода, белые семена. Имеет большие, овальные плоды, хорошо хранящиеся, высокого качества. Этот подвид был завезён в Новую Англию из Южной Америки в 1856 году;
- Marrow: форма плода — круглая или грушеобразная, сужающаяся к краям и к основанию, белые семена;
- Kabocha: округлые или тюрбановидные плоды небольшого или среднего размера, тёмно-зелёная, часто с белыми пятнышками корка, довольно мягкая. Имеет яркую жёлто-оранжевую мякоть, очень сладкую в зрелом виде, и желтовато-белые семена;
- Show: большие, оранжевые плоды с белой кожицей и белыми семенами;
- Turban: тюрбаноподобные плоды. Некоторые сорта этой группы (например, 'Buttercup') являются так называемыми «зимними тыквами». Цвет мясистой части плода — тёмно-зелёный. Эти тыквы широко распространены и могут долго храниться.

На территории России культивируется несколько сортов этого вида, среди которых известны: Волжская серая 92, Дунганская 6, Крупноплодная 1, Хайван-кэды местная, Стофунтовая, Пластуновская, Испанская, Столовая зимняя А-5, Грибовская зимняя.

## Использование

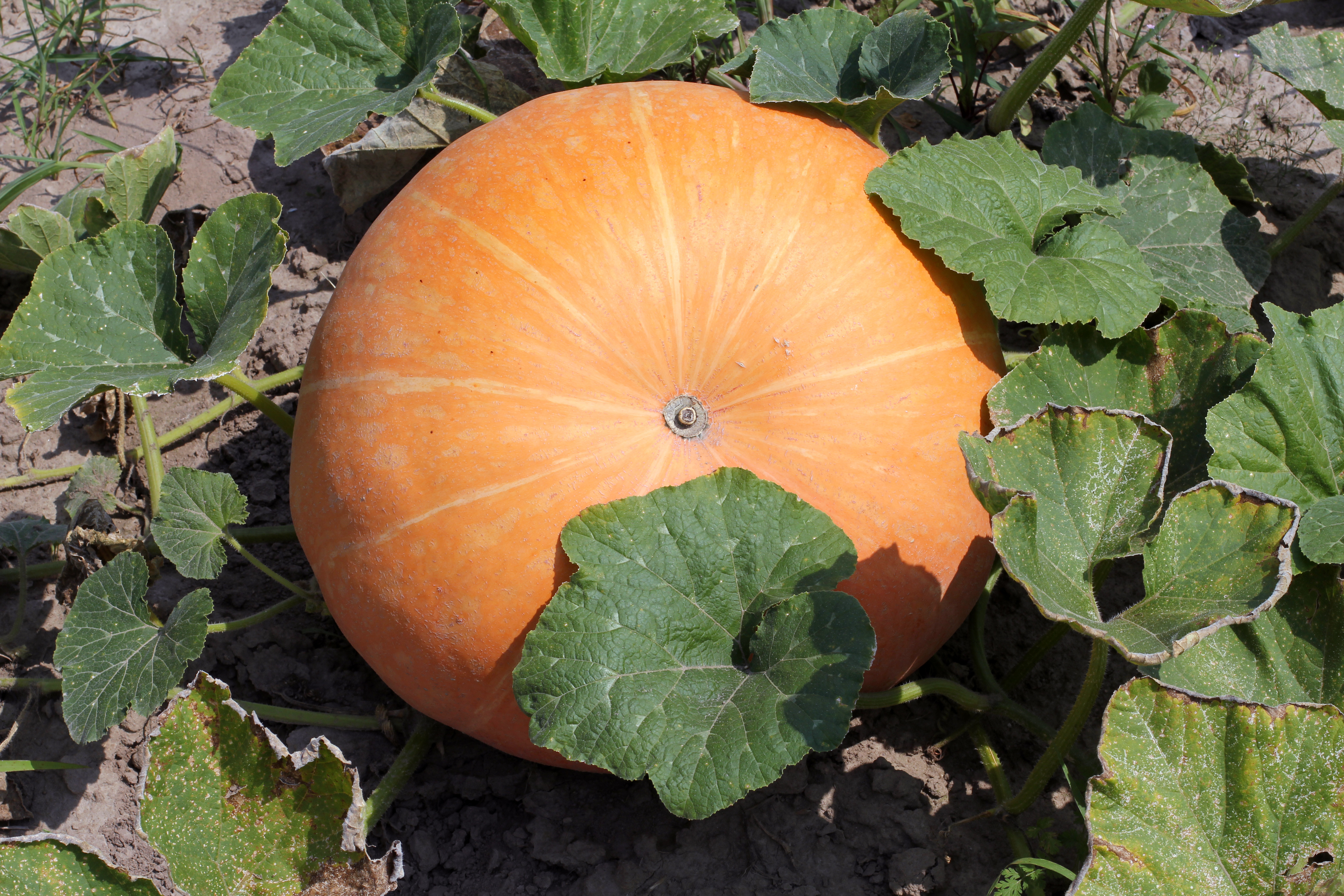

Мякоть гигантской тыквы вкусна и питательна. Она используется для приготовления начинки пирогов (pumpkin pie), консервируется и может долго храниться при глубокой заморозке без ухудшения качества продукта. Благодаря тому, что мякоть гигантской тыквы имеет очень малую волокнистость и сладковатый вкус, она идеальна для приготовления супов и каш детского питания.
В Аргентине и Уругвае незрелые плоды, называемые запаллито, срезают на 9 - 13 день после цветения для употребления в пищу. 
Гигантская тыква и обыкновенная тыква являются одним из основных и излюбленных атрибутов в праздник Хэллоуин.  Очищенная и подсвеченная изнутри тыква называется светильником Джека.